# Korona Południowa
Korona Południowa (łac. Corona Australis, dop. Coronae Australis, skrót CrA) – jeden z 88 gwiazdozbiorów, 80. co do wielkości, oznaczony jeszcze przez Ptolemeusza, znajduje się na południowej półkuli nieba (częściowo widoczny w Polsce). Liczba gwiazd dostrzegalnych nieuzbrojonym okiem: około 25. Leżąc u stóp Strzelca składa się z gwiazd czwartej wielkości i słabszych. Istnieje także podobny gwiazdozbiór na północnej półkuli – Korona Północna.

## Pochodzenie nazwy

Ilustracja Johanna Bayera

Korona Południowa była znana już starożytnym Grekom. Uważano, że przypomina wieniec podobny do noszonego przez atletów olimpijskich. Wyobraża wieniec laurowy mitologicznego centaura Krotosa lub jego kołczan ze strzałami.
Inny grecki astronom Artus, uznał tę grupę gwiazd za wieniec położony u stóp Strzelca. Chyba nie ma legend związanych z tą grupą gwiazd, chociaż można ją uważać za koronę, którą umieścił na niebie Dionizos po wyprowadzeniu z podziemi swej matki Semele. Ta legenda czasami jest wiązana z Koroną Północną, północnym odpowiednikiem Korony Południowej.

## Najjaśniejsze gwiazdy
Żadna z gwiazd konstelacji nie jest jasna, choć ich zbliżona jasność i regularne położenie sprawiają, że łatwo ją rozpoznać. Jeśli do kilku gwiazd półksiężyca dodać Thetę (θ), Kappę (κ) i Lambdę (λ), to na nowoczesnych „patyczkowych” mapach dostrzegalny jest cały okrąg.
- Beta (β) Coronae Australis, typ widmowy K0 II-III, jasność 4,10m, odległość 508 lat świetlnych,
- Meridiana, czyli Alfa (α), przy jasności 4,11 są wraz z Betą najjaśniejszymi gwiazdami konstelacji. Meridiana to oddalona od nas o 130 lat świetlnych gwiazda ciągu głównego typu A o masie około 2,5 razy większej od masy Słońca i 31 razy od niego jaśniejsza. Jest to gwiazda bardzo podobna do Syriusza[1].
- Gamma (γ) Coronae Australis to gwiazda podwójna o składnikach piątej wielkości gwiazdowej, obiegających się z okresem 120,4 lat. Obecnie gwiazdy oddalają się, przez co stają się łatwiejsze do obserwacji.
- Kappa (κ) Coronae Australis to gwiazda podwójna o niezwiązanych ze sobą składnikach szóstej wielkości[2].

## Interesujące obiekty
Chociaż gwiazdozbiór sąsiaduje ze Strzelcem, gdzie Droga Mleczna osiąga największy wymiar poprzeczny i jest najjaśniejsza, to nie ma on szczególnie jasnych obiektów, które mogłyby zainteresować astronomów amatorów. Jest to spowodowane głównie wielkimi pasami ciemnych mgławic i materii zasłaniającej dalsze obiekty tego fragmentu nieba.
Warta uwagi jest NGC 6541 – kulista, znajdująca się nieco poniżej zakresu widzialności gołym okiem. W 15-centymetrowym teleskopie można zobaczyć duże halo, jasne i mgliste, z wieloma bladymi gwiazdami w rejonach zewnętrznych oraz gwałtownie rosnącą w kierunku centrum koncentracją gwiazd.
Jedyną mgławicą planetarną tej konstelacji jest jasna IC 1297, którą widać w 20-centymetrowym teleskopie jako okrągły lazurowy dysk z wieloma gwiazdami w tle.
Kompleks mgławicy refleksyjnej i ciemnej, NGC 6726, NGC 6729 i IC 4812, widoczny w tym samym obszarze co jasna gromada kulista NGC 6723 (leżąca w Strzelcu), wygląda interesująco w 20-centymetrowym teleskopie. Jako bonus można też zobaczyć gwiazdę podwójną Brisbane 14 o składnikach niemal równej wielkości.